# Podróż apostolska Jana Pawła II do Libanu
77 podróż apostolska Jana Pawła II miała miejsce w dniach 10–11 maja 1997 roku. Podczas tej pielgrzymki papież odwiedził Liban.

## Podłoże
Republika Libańska jest państwem o największej wspólnocie katolickiej na Bliskim Wschodzie. W latach 1975–1990 w Libanie toczyła się wojna domowa. Poza tym kraj ten jest miejscem rywalizacji ościennych państw, zaś w 1997 roku jego obszar był okupowany przez wojska Syrii i Izraela.

## Przebieg

### 10 maja 1997
- Ceremonia powitania.
- Wizyta w Sanktuarium Matki Bożej Pani Libanu w Harissie i spotkanie z młodzieżą[1].

### 11 maja 1997
- Uroczysta msza w bazie morskiej w Bejrucie.
- Spotkanie z katolickimi patriarchami, ogłoszenie posynodalnej adhortacji apostolskiej „Nowa nadzieja dla Libanu”[2][3].
- Ceremonia pożegnania.